# Чаушеску, Валентин
Валентин Чаушеску (рум. Valentin Ceaușescu; 17 февраля 1948 года) — румынский научный деятель, специализирующийся на физике, сын бывшего президента Румынии Николае Чаушеску и его жены Елены Чаушеску. В годы правления Чаушеску руководил футбольным клубом «Стяуа».

## Биография

### Семья и учёба
В 1990 г. агентство ЮПИ распространило версию, что Валентин Чаушеску был приёмным сыном Николае Чаушеску, будущего диктатора. В других источниках, однако, указывается, что он был родным сыном молодого функционера Румынской рабочей партии, будущего президента Румынии, и его жены Елены. Другие дети — Нику (стал видным партийным деятелем и считался вероятным «наследником» руководителя страны) и Зоя (стала математиком).
Учился в школе имени Петру Гроза в Бухаресте, при которой окончил лицей в 1965 году. Затем учился на физическом факультете Бухарестского университета в течение двух лет, после чего — в Имперском колледже в Лондоне.
В 1970 году вернулся в Румынию, поступил на работу в Институт атомной физики в Бухаресте, где продолжал работать до 2016 года.
В том же году, 3 июля, женился на Йордане Борилэ, в браке с которой в 1981 году родился сын Даниэль Валентин. Йордана была дочерью Петре Борилэ, этнического болгарина, который был влиятельным политиком РКП в период до прихода к власти Н. Чаушеску и находился с ним в крайне неприязненных отношениях (в частности, Борилэ был противником националистических тенденций и сторонником тесных связей с СССР). Хотя родители не могли воспрепятствовать браку своих детей, неприязнь между семьями стала одной из причин развода Валентина с Йорданой в 1988 году. Вскоре после революции 1989 г. Йордана и Даниэль эмигрировали в Израиль (мать Йорданы была еврейкой), а оттуда в США. В настоящее время Даниэль (как и отец, физик по специальности) — единственный внук покойного диктатора. В 2008 г. Даниэль с матерью впервые после эмиграции приехали в Румынию.
В 1995 году повторно женился (жена, Роксана Дунэ, также была дочерью партийного деятеля), в новом браке в 1996 году родилась дочь Александра, по образованию — архитектор по внутреннему дизайну помещений.

### Политика
На последнем, XIV съезде РКП в ноябре 1989 г. (за месяц до революции) был избран кандидатом в члены ЦК РКП. По-видимому, это было инициативой его отца, Николае Чаушеску, который расставлял близких и дальних родственников на высокие партийные посты. Сам Валентин вёл замкнутую личную жизнь, в политику не вмешивался.

### После революции
После ареста Николае и Елены Чаушеску Валентин покинул Бухарест вместе с подругой и приятелем. 25 декабря 1989 года после расстрела его родителей был арестован по обвинению в подрыве национальной экономики, находился под арестом до августа 1990 года, после чего выпущен.

### Интервью
- Mega-interviu cu Valentin Ceausescu!, 30 Mai 2006, Evenimentul zilei
- AP: Ceaușescu a fost prostit de sfătuitorii săi, afirmă fiul său, 23 decembrie 2009, Ana-Maria Lazăr, Adevărul
- Otopeanu, Cristian. Cristian Otopeanu, într-un dialog cu Valentin Ceaușescu: "Am unit și protejat Steaua, dar și fotbalul românesc". Gazeta Sporturilor (11 августа 2009). Дата обращения: 10 августа 2011. Архивировано 17 мая 2012 года.